# Колюбакин, Алексей Михайлович
Алексе́й Миха́йлович Колюба́кин (22 июня 1851 — 13 мая 1917) — генерал-лейтенант, военный губернатор Приморской области (1903—1905), начальник Терской области (1905—1908).

## Биография
Православный. Из старинного дворянского рода.
Окончил 2-ю Московскую военную гимназию (1869) и 1-е военное Павловское училище (1871), откуда был выпущен подпоручиком в 13-й лейб-гренадерский Эриванский полк.
Чины: поручик (за отличие, 1873), подпоручик артиллерии, поручик (1876), штабс-капитан (1877). капитан (1880), переименован в капитаны ГШ (1880), подполковник (1883), полковник (за отличие, 1887), генерал-майор (за отличие, 1899), генерал-лейтенант (за отличие, 1906).
В 1876 году был переведен подпоручиком в артиллерию. Участвовал в русско-турецкой войне 1877—1878 годов, где за боевые отличия был награждён орденами святого Станислава 3-й степени и святой Анны 3-й степени с мечами и бантом.
В 1880 году окончил Николаевскую академию Генерального штаба по 2-му разряду. По окончании академии состоял старшим адъютантом штаба войск Семипалатинской области (1880—1881) и для поручений при штабе Кавказского военного округа (1881—1883). В 1883—1884 годах заведовал передвижениями войск по Козлово-Ростовской и Ростовско-Владикавказской железным дорогам, Азовскому морю и рекам Дону и Кубани.

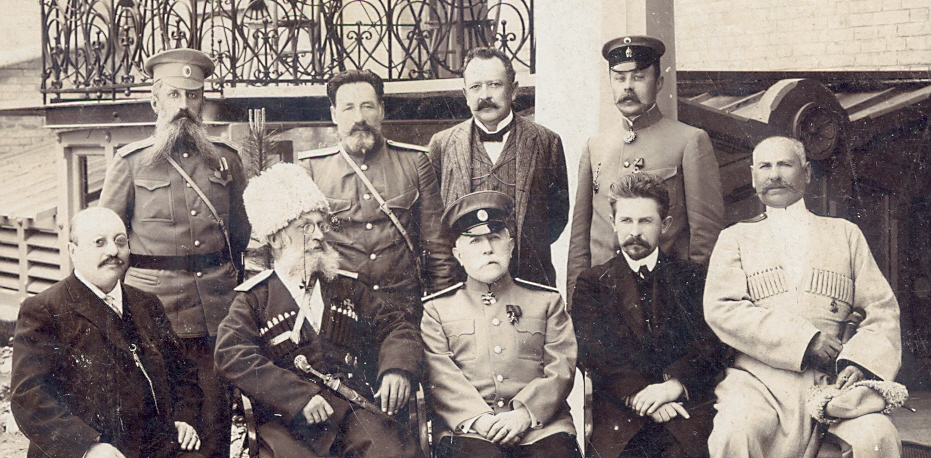
Колюбакин А. М. (1 ряд, 2-й слева). Кавказ, 1910-е гг.

В 1884—1889 годах был императорским вице-консулом в Ване, посвятив эти года исследованиям Армении, Курдистана и ближайших округов персидского Азербайджана. С 1889 года состоял штаб-офицером для особых поручений при штабе Кавказского ВО до 1894 года, когда был назначен начальником Тифлисского пехотного юнкерского училища. В 1899—1903 годах состоял окружным дежурным генералом штаба Туркестанского ВО. Был военным губернатором Приморской области и наказным атаманом Уссурийского казачьего войска (1903—1905), а затем начальником Терской области и наказным атаманом Терского казачьего войска (1905—1908). Участвовал в русско-японской войне.
С 29 ноября 1908 года состоял при войсках Кавказского ВО. 27 февраля 1916 года вышел в резерв чинов при штабе того же округа. С 19 октября того же года был инспектором ополченческих частей Кавказской армии.
Умер 13 мая 1917 года в Тифлисе. Похоронен в Екатеринодаре.

## Награды
- Орден Святого Станислава 3-й ст. с мечами и бантом (1878);
- Орден Святой Анны 3-й ст. с мечами и бантом (1878);
- Орден Святого Владимира 4-й ст. (1888);
- Орден Святого Станислава 2-й ст. (1892);
- Орден Святой Анны 2-й ст. (1896);
- Орден Святого Владимира 3-й ст. (1899);
- Орден Святого Станислава 1-й ст. (1902);
- Орден Святой Анны 1-й ст. (1905).